# Petrijevci
Petrijevci es un municipio de Croacia en el condado de Osijek-Baranya.

## Geografía
Se encuentra a una altitud de 899 m s. n. m. a 276 km de la capital nacional, Zagreb.

## Demografía
En el censo 2011 el total de población del municipio fue de 2 870 habitantes, distribuidos en las siguientes localidades:
- Petrijevci - 2 299
- Satnica - 571

| Gráfica de población de Petrijevci 1857-2011                        |
|                                                                     |
| Según los censos de población de la oficina estadística de Croacia. |